# Christian de Nicolaÿ
Aymard-François-Marie-Chrétien de Nicolaÿ
Pour les autres membres de la famille, voir Maison de Nicolaï.
Christian de Nicolaÿ, né Aymar-François-Marie-Chrétien de Nicolaÿ le 23 août 1777 à Paris et décédé dans la même ville le 14 janvier 1839, est une personnalité politique française de la période de l'Empire et de la Restauration.

## Biographie
Aymar-François-Marie-Chrétien est l'un des fils de Aymar-Charles-Marie de Nicolaÿ , marquis de Goussainville, chancelier et garde des sceaux de l'ordre du Saint Esprit (14 août 1747 - guillotiné le 7 juillet 1794), et de Philippine Léontine Potier de Novion (1748 - 10 mai 1820).
Ayant hérité de la terre de Goussainville au décès de son père, sur l'échafaud révolutionnaire, il est maire de la commune de 1807 à 1812. Il est également membre du collège électoral du département de Seine-et-Oise.
Employé par Napoléon dans diverses missions diplomatiques, il est créé comte d'Empire le 4 janvier 1811. Chambellan de l'Empereur de 1811 à 1813, il est envoyé comme ministre plénipotentiaire à Baden, puis à Karlsruhe.
Au retour de l'île d'Elbe, il est nommé pair des Cent-Jours (2 juin 1815), et est maintenu dans ses fonctions de ministre de France à Karlsruhe jusqu'au 1er juillet 1817.
Rayé de la liste des pairs à la seconde Restauration, Nicolaÿ ne rentre à la Chambre haute qu'après la révolution de Juillet, le 11 octobre 1832. Il y siège sans éclat jusqu'à sa mort.
De 1821 à 1830, pendant la minorité de son plus jeune fils, il est maire de Bercy, dont il habite le château, aux portes de Paris.
L'ancien domaine seigneurial de Goussainville est vendu par ses héritiers à Théodore Frapart qui fit bâtir vers 1860 une maison bourgeoise dans le parc de l'ancien château.

## Vie privée

### Mariages et descendance
Il épouse en premières noces, le 14 février 1801, Alexandrine Charlotte de Malon de Bercy (19 février 1781 - 20 novembre 1808), fille de Maximilien Emmanuel Charles de Malon, marquis de Bercy, et de Catherine de Simiane. Elle lui apporte le château de Bercy. De cette union, il a plusieurs enfants :
- Aymard Charles Léon (28 décembre 1801 - 22 mai 1873) Il est inhumé le 26 mai 1873 au cimetière de Picpus), marquis de Nicolaÿ, marié, le 20 octobre 1831 à Paris, avec Marie Louise Laurence Eblé (3 avril 1812 - 27 janvier 1859), fille de Jean-Baptiste Eblé, comte de l'Empire, dont :
  - Aymard Louis Marie Charles de Nicolaÿ (Paris, 16 octobre 1832 - Cannes, 13 décembre 1918), 8e marquis de Nicolaÿ, acquéreur en 1882 de l'hôtel de Broglie-Haussonville, marié le 22 février 1862 avec Alexandrine Henriette Marie Marthe de Bonneval (1835 - 1901). Dont postérité :
    - Aymardine Marie Anastasie Laurence de Nicolaï (1868 - 1893), mariée en 1890 avec Marie Aurel Amédée Fernand de Clermont-Tonnerre (28 février 1865 - 26 août 1930), marquis de Clermont-Tonnerre, lieutenant de cavalerie, chevalier de la légion d'honneur (remarié avec Marie-Madeleine Le Clerc de Juigné) ;
    - Marie-Josèphe de Nicolaï (1873-1944), mariée en 1899 avec le comte Gaston de Contades (1866-1953) ;

  - Aymardine Marie Gabrielle Alexandrine de Nicolaÿ (15 juillet 1836 - 19 février 1898), mariée, le 19 mars 1857 à Paris, avec Félix Théodule des Granges (1831 - 1920), comte de Grammont, dont postérité ;
- Aymardine Louise Georgine Christine de Nicolaÿ (31 août 1803 - 19 octobre 1830), mariée, le 25 mai 1824, avec Alphonse Louis Augustin de Pagèze (mort le 28 décembre 1857), marquis de Saint-Lieux ;
- Aymardine Marie Angélique Léontine de Nicolaÿ (2 octobre 1805 - 7 décembre 1885), mariée en 1827 avec Anne Charles Parfait Chapt de Rastignac, issu de la famille Chapt de Rastignac, maréchal de camp, chevalier de Saint Louis, commandeur de la Légion d'honneur, sans postérité ;
- Aymard Charles Théodore Gabriel de Nicolaÿ (22 mars 1808 - 12 décembre 1878), marquis de Bercy par testament de son oncle maternel (14 juin 1808). Aucune alliance, ni postérité.

Veuf, il se remarie, le 29 janvier 1814, avec Eugénie Ursule Maury, veuve de Jean Chrétien Frédéric Hees (1787 - 1852). De ce second lit, naissent les enfants suivants :
- Aymardine Charlotte Élisabeth Stéphanie de Nicolaï (24 mars 1815 - 18 mai 1886), mariée avec Pierre Victor Ernest de La Garde (1807 - 1859), marquis de Chambonas, dont postérité. Ce prétendu mariage est tout à fait faux : Aymardine Charlotte Élisabeth Stéphanie de Nicolaÿ a eu une liaison avec Pierre Victor Ernest de La Garde de Chambonas (qui n'a jamais été marquis puisqu'il est mort un an avant son père) avant le mariage de ce dernier avec Georgina Louise Marie Estelle de Liégeard dont il existe une descendance à ce jour. (Il existe aussi une descendance, hors mariage, issue de la liaison de Pierre Victor Ernest de La Garde de Chambonas avec Aymardine Charlotte Élisabeth Stéphanie de Nicolaÿ.
- Aymardine Caroline Adrienne Léonie de Nicolaï (21 août 1818 - 15 avril 1870), mariée, le 24 novembre 1836, avec Gaston Louis Joseph Ogier d'Ivry (1810 - 1880), dont postérité[3].

## Titulature et décorations

### Titulature
- 4 février 1811 - 14 janvier 1834 : Comte Christian de Nicolaÿ, marquis de Goussainville

### Décorations
- Commandeur de la Légion d'honneur
- Grand-croix de l'Ordre de la Réunion

### Armoiries
| Figure | Blasonnement |
|        | Armes du 1er comte de Nicolaï et de l'Empire D'azur, au lévrier courant d'argent accolé de gueules et bouclé d'or ; franc-quartier des comtes officiers de Notre Maison., |
|        | Armes des Nicolaï (pairs de France en 1814) D'azur, au lévrier courant d'argent, au collier de gueules, bordé d'or .,                                                     |